# Bạch Gia Đạo
Bạch Gia Đạo (帛家道) là một Tông phái Đạo giáo Trung Quốc xuất hiện vào thời kỳ ban đầu của Đạo giáo, hoạt động vào đời Ngụy-Tấn (220-420) ở phương bắc và phương nam Trung Quốc (vùng Giang Tô và Chiết Giang). Nguồn gốc của giáo phái này đến nay vẫn chưa rõ. Tương truyền tổ sư của giáo phái này là Bạch Hòa [帛和] và tên giáo phái đặt theo họ của tổ sư.
Bạch Gia Đạo thoạt đầu là tín ngưỡng bình dân, cũng gọi là «tục thần đảo» 俗神禱 vì thờ các tục thần và dâng cúng các thứ huyết thực. Đến đời Đông Tấn (317-420), Bạch Gia Đạo phát triển ở Giang Tô và Chiết Giang, không ít tín đồ thuộc giai cấp sĩ tộc thế gia. Từ đời Đông Tấn trở đi, sử sách không ghi chép về Bạch Gia Đạo, nhưng do mối quan hệ giữa giáo phái này với Thượng Thanh Phái và Thiên Sư Đạo, có lẽ Bạch Gia Đạo đã sáp nhập vào hai giáo phái đó.

## Tổ sư Bạch Hòa
Theo Thần Tiên Truyện của Cát Hồng, Bạch Hòa tự là Trọng Lý [仲理], quê ở Liêu Đông 遼東. Thầy của Bạch Hòa là Đổng Phụng [董奉],  vốn là một Thần nhân sống thời Tôn Quyền 孫權 (nước Ngô, thời Tam Quốc). Nhiều thuyết nói rằng Vu Cát truyền Thái Bình Kinh cho Bạch Hòa, điều này cho thấy sự liên hệ giữa Bạch Gia Đạo và Thái Bình Đạo.
Về sau, Bạch Hòa đến Tây Thành Sơn [西城山] phục vụ Vương Phương Bình [王方平] rồi ông được phép nhập thạch thất, diện bích (ngó vách) 3 năm. Nơi đây ông xem được các bản văn khắc vào vách của cổ nhân như: Thái Thanh Trung Kinh Thần Đan Phương [太清中經神丹方], Tam Hoàng Thiên Văn Đại Tự [三皇天文大字], Ngũ Nhạc Chân Hình Đồ [五岳真形圖]. Sau đó ông lên núi Lâm Lự Sơn [林慮山] (còn gọi Long Lự Sơn [隆慮山]), thành Địa Tiên [地仙]. Về Bạch Hòa, Thần Tiên Truyện chép: «Bạch Hòa tự là Trọng Lý. Ông được Đổng tiên sinh [tức Đổng Phụng] dạy hành khí và tịch cốc. Rồi ông đến Tây Thành Sơn bái Vương Quân [tức Vương Phương Bình] làm thầy. Vương Quân nói: ‘Yếu quyết của đại đạo không thể nhất thời mà đạt được. Ta tạm đến đảo tiên Doanh Châu, ngươi hãy vào thạch thất này, nhìn chăm chú vào vách đá, lâu ngày trên vách sẽ hiện ra chữ, thấy chữ thì phải đọc hiểu, rồi ngươi sẽ đắc đạo.’ Do đó Bạch Hòa bắt đầu nhìn vách, sau một năm ông không thấy gì, nhưng sau 2 năm thì thấy vách đá hiện chữ lờ mờ, sau 3 năm thì vách đá hiện rõ chữ. Đó là các bộ Thái Thanh Trung Kinh 太清中經, Thần Đan Phương 神丹方, Tam Hoàng Trượng Ngũ Nhạc Đồ 三皇丈五岳圖. Ông tụng niệm vang vang. Vương Quân trở về nói: ‘Ngươi đắc đạo rồi.’ Sau đó Bạch Hòa luyện thần đan, uống nửa tễ thì trường sinh bất tử.» (Bạch Hòa tự Trọng Lý, sư Đổng tiên sinh hành khí đoạn cốc thuật, hựu nghệ ây Thành Sơn Vương Quân. Quân vị viết: ‘Đại đạo chi quyết, phi khả tốt đắc. Ngô tạm vãng Doanh Châu, nhữ ư thử thạch thất trung, khả thục thị thạch bích, cửu cửu đương kiến văn tự, kiến tắc độc chi, đắc đạo hĩ. Hòa nãi thị chi, nhất niên liễu vô sở kiến, nhị niên tự hữu văn tự, tam niên liễu nhiên kiến Thái Thanh Trung Kinh, Thần Đan Phương, Tam Hoàng Trượng Ngũ Nhạc Đồ. Hòa tụng chi, thượng khẩu. Vương Quân hồi viết: ‘Tử đắc chi hĩ.’ Nãi tác thần đan, phục bán tễ, diên niên vô cực. 帛和字仲理,師董先生行氣斷谷術,又詣西城山王君.君謂曰:大道之訣非可卒得.吾暫往瀛州,汝於此石室中可熟視石壁久久當見文字,見則讀之,得道矣.和乃視之,一年了無所見二年似有文字,三年了然見太清中經,神丹方,三皇丈五岳圖.和誦之上口,王君回曰:子得之矣.乃作神丹,服半劑,延年無極).
Theo đó, Bạch Hòa là đạo sĩ thời Tam Quốc. Nhưng Thủy Kinh chú 水經注, quyển 15, chép: «Phía tây nam sông Triền có ngôi mộ của Bạch Trọng Lý, mộ bia khắc ‘Chân nhân Bạch quân chi biểu’. Trọng Lý tên là Hộ, người Ba Quận, Ích Châu. Lập mộ tháng 11, năm Vĩnh Gia thứ 2 (tức 309), đời Tấn Hoài Đế.» (Triền thủy tây nam hữu Bạch Trọng Lý mộ, mộ tiền hữu bi vân: ‘chân nhân Bạch quân chi biểu’. Trọng Lý danh Hộ, Ích châu Ba quận nhân. Tấn Hoài Đế Vĩnh Gia nhị niên thập nhất nguyệt lập. 瀍水西南有帛仲理墓,墓前有碑云:真人帛君之表.仲理名護,益州巴郡人.晉懷帝永嘉二年十一月立). Tức là Bạch Hòa sống vào thời Tây Tấn.
Vì Bạch Hòa quá nổi tiếng, đời Tây Tấn có nhiều đạo sĩ mượn danh Bạch Hòa truyền giáo cho giới quần chúng bình dân ở phía bắc và ở phía nam (vùng Giang Tô và Chiết Giang). Chương ‘Khư hoặc’ 袪惑 trong Bão Phác Tử 抱朴子 chép: «Lại có kẻ giả mạo đạo sĩ nổi danh đời trước, thí dụ như Bạch Hòa nghe nói là 8700 tuổi, lúc thì xuất hiện chốn thế gian, lúc thì đột nhiên biến mất, không ai biết ông ở đâu. Tại Lạc Dương có đạo sĩ nọ, thông thạo mọi việc, tu luyện các loại thuật số. Ông ta nêu những vấn đề hóc búa để chất vấn Bạch Hòa. Hòa nghe đến đâu trả lời đến đấy không chút ngập ngừng. Quả là biết rộng. […] Sau Hòa bỗng đi mất, không ai biết chỗ của ông. Có người ở Hà Bắc tự xưng là Bạch Hòa, nên mọi người xa gần cũng đến phục vụ ông, ông ta trở nên thật giàu có. Đệ tử Bạch Hòa nghe Thầy tái xuất, rất mừng, bèn đến xem thực hư ra sao. Kẻ kia vì thế mà bỏ chạy mất.» (Nãi phục hữu giả thác tác tiền thế hữu danh chi đạo sĩ giả, như Bạch Hòa giả, truyền ngôn dĩ bát thiên thất bách tuế, thời xuất tục gian, hốt nhiên tự khứ, bất tri kỳ tại. Kỳ Lạc trung hữu đạo sĩ, dĩ bác thiệp chúng sự, hiệp luyện thuật số giả, dĩ chư nghi nan tư vấn Hòa, Hòa giai tầm thanh vi luận thích, giai vô nghi ngại, cố vi viễn thức. […] hậu hốt khứ, bất tri sở tại. Hữu nhất nhân ư Hà Bắc tự xưng vi Bạch Hòa, ư thị viễn cận cánh vãng phụng sự chi, đại đắc trí di chí phú. Nhi Bạch Hòa tử đệ, văn Hoà tái xuất, đại hỉ, cố vãng kiến chi, nãi định phi dã. Thử nhân nhân vong tẩu hĩ.) 乃復有假托作前世有名之道士者,如帛和者,傳言已八千七百歲,時出俗間,忽然自去,不知其在.其洛中有道士,已博涉眾事,洽煉術數者,以諸疑難咨問和,和皆尋聲為論釋,皆無疑礙,故為遠識[...]後忽去,不知所在.有一人於河北自稱為帛和,於是遠近竟往奉事之,大得致遺至富.而帛和子弟,聞和再出,大喜,故往見之,乃定非也.此人因亡走矣. 
Qua đoạn văn trên, ta thấy vào đời Tây Tấn đã có đạo sĩ giả danh Bạch Hòa và lập giáo. Hơn nữa, tại Hà Bắc là Lạc Dương đã có đệ tử của Bạch Hòa, nhưng bấy giờ tổ chức và quy mô chưa lớn. Họ lấy các bộ kinh mà Bạch Hòa sở đắc (như Thái Thanh Trung Kinh Thần Đan Phương, Tam Hoàng Thiên Văn Đại Tự, Ngũ Nhạc Chân Hình Đồ) để truyền thừa.

## Liên hệ với giáo phái khác
Bạch Gia Đạo, Thái Bình Đạo (Thiên Sư Đạo), Thượng Thanh Phái có liên quan với nhau về mặt kinh điển. Theo truyền thuyết, Thái Thượng Lão Quân truyền Thái Bình Kinh cho Vu Cát, rồi Vu Cát truyền lại cho Bạch Hòa. Cũng theo truyền thuyết, Kim Khuyết Hậu Thánh Đế Quân 金闕後聖帝君 truyền Tố Thư 素書 (tức Thái Bình Kinh Phục Văn 太平經復文) cho Thanh Đồng Quân 青童君, Thanh Đồng Quân truyền lại cho Vương Phương Bình 王方平 (ở Tây Thành 西城), Vương Phương Bình truyền lại cho Bạch Hòa.